# René Leibowitz
René Leibowitz (17. února 1913 Varšava – 29. srpna 1972 Paříž) byl francouzský dirigent, hudební skladatel, spisovatel a pedagog polského původu. Příslušník Druhé vídeňské školy.

## Život
Na housle začal hrát v pěti letech. Ve věku 9–13 let měl koncerty ve Varšavě, Praze, Vídni i v Berlíně. Otec pak ukončil jeho předčasnou sólovou kariéru, neboť chtěl, aby jeho syn měl normální dětství. V roce 1926 se rodina přestěhovala do Paříže a René pokračoval ve studiu hudby. V letech 1930–1933 studoval skladbu u Arnold Schoenberga v Berlíně a u Antona Weberna ve Vídni. Dirigovat začal ještě jako student v Berlíně. Po návratu do Paříže ještě studoval skladbu a instrumentaci u Maurice Ravela a dirigování u Pierra Monteuxe.
Jako dirigent debutoval ve Francii v roce 1937 s Komorním orchestrem francouzského rozhlasu a absolvoval s ním řadu koncertů v Evropě i v USA. Jeho další dirigentské aktivity přerušila Druhá světová válka. V té době se věnoval zejména hudební vědě a napsal několik prací o hudbě a skladebné technice Schoenbergovy školy. Působil i aktivně ve francouzském odboji.
Ke konci války začal opět dirigovat a sklízel značné úspěchy. Jeho repertoár byl velmi rozsáhlý, od barokní hudby až po skladatele 20. století a od symfonické hudby až po operu. Velké množství skladeb nahrál na gramofonové desky pro firmy Reader's Digest Recordings, Chesky Records, Preiser Records a další společnosti.
Jako skladatel přijal Scheonbergovu dvanáctitónovou metodu a stal se jejím hlavním představitelem ve Francii. Od roku 1944 také vyučoval hudbu. Mezi jeho nejznámější žáky patří Pierre Boulez, Antoine Duhamel a Vinko Globokar. Z amerických studentů to byli např. Will Ogdon a Janet Maguire.

## Dílo

### Opery
- La Nuit Close, op. 17 (libreto Georges Limbour, 1947–1950)
- La rumeur de l'espace (1950)
- Ricardo Gondolfano (1953)
- La Circulaire de Minuit, op. 30 (libreto Georges Limbour, 1953)
- Les Espagnols à Vénise, op. 60 (libreto Georges Limbour, 1964)
- Labyrinthe, op. 85 (libreto skladatel podle Charlese Baudelaira, 1969)
- Todos Caeràn, op. 91 (libreto skladatel, 1971)

### Orchestrální skladby
- Symfonie, op. 4 (1941)
- Koncert pro housle, klavír a 17 nástrojů, op. 5 (1942)
- Tourist Death, koncertní árie pro soprán a komorní orchestr, op. 7 (text Archibald MacLeish, 1943)
- Komorní koncert pro devět nástrojů, op. 10 (1944)
- Variace pro orchestr, op. 14 (1945)
- Komorní koncert pro 12 nástrojů, op. 16 (1948)
- L'Emprise du Donné, op. 21 (1950)
- Perpetuum Mobile: The City, dramatická symfonie pro vypravěče a orchestr (text William Carlos Williams), op. 24 (1951)
- 6 orchestrálních skladeb, op. 31 (1954)
- Koncert pro klavír a orchestr, op. 32 (1954)
- Concertino pro violu a komorní orchestr, op. 35 (1954)
- Träume vom Tod und vom Leben – symfonie pro sóla vypravěče, smíšený sbor a orchestr, op. 33 (text Hans Arp, 1955)
- Symfonická fantasie pro orchestr, op. 39 (1956)
- Overtura pro orchestr, op. 48 (1958)
- Koncert pro housle a orchestr, op. 50 (1958)
- 3 bagately pro smyčcový orchestr, op. 51 (1958)
- Art for Art's Sake – fantasie pro jazzový orchestr, op. 52 (1959)
- Concertino pro trombon a orchestr, op. 53 (1960)
- Introduction, Funeral March and Fanfare, op. 57 (1961)
- Koncert pro violoncello a orchestr, op. 58 (1962)
- Symfonická rapsódie pro orchestr, op. 63 (1965)
- A Prayer – symfonická kantáta pro mezzo-soprán, mužský sbor a orchestr, op. 68 (text James Joyce, 1965)
- Legenda pro soprán, klavír a orchestr, op. 82 (text Hart Crane, 1968)
- Laboratoire Central – malá kantáta pro vypravěče, ženský sbor a nástroje, op. 88 (text Max Jacob, 1970)
- Scéna a árie pro soprán a orchestr, op. 89 (Georg Heym, 1970)

### Komorní skladby
- 10 kánonů pro dechové trio, op. 2 (1939)
- Smyčcový kvartet č. 1, op. 3 (1940)
- Dechový kvintet, op. 11 (1944)
- Sonáta pro housle a klavír, op. 12a (1944)
- Sonáta pro flétnu a klavír, op. 12b (1944)
- Klavírní trio, op. 20 (1950)
- Smyčcový kvartet č. 2, op. 22 (1950)
- Duo pro violoncello a klavír, op. 23 (1951)
- Smyčcový kvartet č. 3, op. 26 (1951)
- 5 skladeb pro klarinet a klavír, op. 29 (1952)
- Rapsodie concertante pro housle a klavír, op. 36 (1955)
- Smyčcové trio, op. 42 (1956)
- Humoreska pro 6 percusionistů, op. 44 (1957)
- Smyčcový kvartet č. 4, op. 45 (1958)
- Marijuana - Variations non sérieuses, pro housle, trombón, vibrafon a klavír, op. 54 (1960)
- Sinfonietta da Camera, op. 55 (1961)
- Smyčcový kvartet č. 5, op. 59 (1963)
- Quatre bagatelles pro trombon a klavír, op. 61 (1963)
- Fantasie pro housle solo, op. 56 (1961)
- Smyčcový kvartet č. 6, op. 65 (1965)
- Suita pro housle a klavír, op. 66 (1965)
- Sonatina pro flétnu violu a harfu, op. 69 (1966)
- Trois Caprices pour vibraphone, op. 70 (1966)
- Smyčcový kvartet č. 7, op. 72 (1966)
- Capriccio pro flétnu a smyčce, op. 79 (1967)
- Suite pro devět nástrojů, op. 81 (1967)
- Smyčcový kvartet č. 8, op. 83 (1968)
- Saxophone Quartet, op. 84 (1969)
- Malá suita pro klarinetový sextet, op. 90 (1970)
- Smyčcový kvartet č. 9, op. 93 (1972)

### Klavírní skladby
- Klavírní sonáta, op. 1 (1939)
- 4 Piano Pieces, op. 8 (1943)
- 3 Piano Pieces, op. 19 (1949)
- Fantasie pro klavír, op. 27 (1952)
- 6 Short Piano Pieces, op. 28 (1952)
- Sonata quasi una Fantasia, op. 43 (1957)
- Concertino pro dva klavíry, op. 47 (1958)
- Trois Ètudes miniatures, op. 64 (1965)
- Toccata pour piano, op. 62 (1964)
- Petite Suite, op. 75 (1966)
- Rondo capriccioso, op. 78 (1967)
- Tre Intermezzi per pianoforte, op. 87 (1970)

### Vokální skladby
- 6 písní pro bas a klavír, op. 6 (1942)
- 3 písní pro soprán a klavír, op. 9 (text Pablo Picasso, 1943)
- Empedokles pro smíšený sbor a cappella, op. 13 (slova Friedrich Hölderlin, 1944/45)
- L'explication des Metaphores, pro vypravěče, dva klavíry harfu a bicí, op. 15 (slova Raymond Queneau, 1947)
- 4 písně pro soprán a klavír, op. 18 (slova Michel Leiris, 1949)
- 5 písní pro soprán a klavír, op. 25 (1951)
- 4 písně pro soprán a klavír, op. 34 (slova James Joyce, 1954)
- La Notte (Angelo Poliziano), Epigramma (Torquato Tasso) a A se stesso (Giacomo Leopardi) pro smíšený sbor, op. 37 (1955)
- Serenade pro baryton a osm nástrojů, op. 38 (Friedrich Hölderlin, Clemens Brentano, 1955)
- The Renegade pro smíšený sbor a nástroje, op. 40 (text Lionel Abel, 1956)
- Capriccio pro vysoký soprán a 9 nástrojů, op. 41 (Friedrich Hölderlin, 1956)
- Trois Poèmes de Georges Limbour pro soprán a šest nástrojů, op. 46 (slova Georges Limbour, 1958)
- Damocles pro soprán a klavír, op. 49 (Michel Leiris, 1958)
- 2 písně pro soprán a klavír, op. 67 (Aimé Cesaire, 1965)
- Two Settings after William Blake pro smíšený sbor, op. 71 (1966)
- Trois Poèmes de Georges Bataille pro bas a klavír, op. 73 (1966)
- Motifs pro vypravěče a nástroje (text Georges Limbour), op. 74 (1967)
- Deux Poèmes pro soprán a klavír (text Michel Leiris), op. 76a (1966)
- Chanson Dada, tři melodramata pro vysoký hlas a nástroje, op. 76b (Tristan Tzara, 1966)
- Sonet pro soprána pět nástrojů, op. 77 (text Edward Estlin Cummings, 1967)
- 4 písně pro bas a klavír, op. 80 (text Carl Einstein, 1967)
- 4 písně pro bas a klavír, op. 86 (text Paul Celan, 1969)
- Trois Poèmes de Pierre Reverdy pro vokální kvartet a klavír, op. 92 (1971)

### Muzikologická díla
- Schoenberg et son école (Paris, 1946; English translation, N.Y., 1949)
- Introduction à la musique de douze sons (Paris, 1949)
- L'Artiste et sa conscience (Paris, 1950)
- L'Evolution de la musique, de Bach à Schönberg (Paris, 1952)
- Histoire de l'opéra (Paris, 1957)
- Thinking for Orchestra (spoluautor J. Maguire, N.Y., 1958)
- Un Grand Représentant de la musique contemporaine (spoluautoři K. Wolff, Erich Itor Kahn, Paris, 1958; English translation, N.Y., 1958)
- Schönberg (Paris, 1969)
- Le Compositeur et son double (Paris, 1971)
- Les Fantômes de l'opéra (Paris, 1973)
- dále přispíval svými články do revue Les Temps modernes (aplikace existencionalistických myšlenek na muzikologii)